# Ligne de Cabariot au Chapus
La ligne de Cabariot au Chapus était une ligne de chemin de fer française. Longue de 30,5 km, à écartement normal et à voie unique, elle était un embranchement de la ligne de Nantes-Orléans à Saintes, la bifurcation entre ces deux lignes étant établie à Cabariot (au lieu-dit La Vinsonnerie). Elle desservait la ville de Marennes et la commune littorale de Bourcefranc-le-Chapus, son terminus, dans le département de la Charente-Maritime.
Concédée en 1874 à la Compagnie des chemins de fer des Charentes, elle est rachetée par l'État en 1877 ; c'est l'Administration des chemins de fer de l'État qui l'ouvre à l'exploitation en 1889. Elle devient, en 1938, une ligne de la Société nationale des chemins de fer français (SNCF), puis est fermée au service des voyageurs en 1971 et à celui des marchandises en 1986 ; elle est déclassée en 1991.
Elle constituait la ligne 542 000 du réseau ferré national.

## Historique

### Chronologie
- 23 mars 1874 : déclaration d'utilité publique et concession à la Cie des Charentes[1],
- 31 mars 1877 : rachat par l'État,
- 17 février 1889, mise en service par l'Administration des chemins de fer de l'État[1],
- 26 septembre 1971 : fermeture du service des voyageurs[1],
- 28 septembre 1986 : fermeture du service des marchandises,
- 20 septembre 1991 : déclassement du PK 0,000 au PK 30.563.

### Histoire

#### Projet et concession à la Cie des Charentes
Une convention signée le 18 juillet 1868 entre le ministre des Travaux publics et la Compagnie des chemins de fer des Charentes accorde la concession à titre éventuel avec une bifurcation sur la ligne « de Rochefort à Saintes, située en amont du port de Tonnay-Charente, vers Marennes et la pointe du Chapus ». Elle est approuvée par décret impérial à la même date. 
La ligne est déclarée d'utilité publique et concédée à la Compagnie des chemins de fer des Charentes à titre définitif par une loi le 23 mars 1874. Le cahier des charges prévoit que cette ligne de « Tonnay-Charente à Marennes et la Pointe du Chapus » doit être achevée le 23 mars 1879. 
La Compagnie présente, en 1877, un premier projet de tracé très différent de l'avant-projet passé par les enquêtes d'utilité publique : longue de 43,160 mètres, la ligne doit se détacher, de celle de Rochefort à Saintes, en amont de la gare de Tonnay-Charente puis prendre la direction de Marennes et la pointe du Chapus en traversant La Charente. Ce tracé permet la desserte des « communes de Beurlay, Pont-l'Abbé, Sainte-Gemme, Saint-Sornin et Saint-Just ». La principale différence avec le projet d'origine est que la bifurcation est reporté de 2 600 mètres en direction de la gare de Bords, cela permet d'utiliser un site mieux adapté pour la traversée de la Charente et de contourner le marais de Brouage. L'administration prend la décision d'organiser une nouvelle enquête, officialisée par un arrêté préfectoral qui prévoir une durée de six semaines. La quasi-totalité des membres de la commission d'enquête rejettent ce projet auquel il est reproché de ne pouvoir satisfaire les 18 000 habitants de l'île d'Oléron du fait d'un allongement du parcours de 13 kilomètres par rapport au premier projet présenté en 1872 par l'ingénieur en chef Compainng.

#### Rachat et création par l'État
L'État rachète le réseau de la Compagnie des chemins de fer des Charentes, et notamment la « ligne de Tonnay-Charente à Marennes et au Chapus », par une convention signée entre le ministre des Travaux publics et la compagnie le 31 mars 1877. Cette convention est approuvée par une loi le 18 mai 1878. Le 11 novembre 1878, une décision ministérielle prescrit aux ingénieurs de reprendre les études de ce dossier. Le nouveau tracé proposé, long de 30,662 Km, place la bifurcation à 3 901 mètres de Tonnay-Charente, ce qui permet de franchir la Charente au site plus favorable du rocher de la Cèpe. Puis ce nouveau tracé se rejoint et se confond, près de Fond-Chaude, avec le projet original qui ne subit ensuite que de petites variantes avant l'arrivée à son terme de la Pointe du Chapus. L'emplacement des stations est mis à enquête et le 20 décembre 1880 une décision du ministre « autorise l'établissement de la création de huit haltes ou stations : à la Vinçonnerie (bifurcation (...), à la Bergerie pour Saint-Hippolyte, à Monthérault pour Trizay, à Saint-Agnant, à Saint-Just, à Marennes, à Bourcefranc et à la pointe du Chapus ». Le nombre d'habitants desservis par cette ligne est de 24 500 personnes. Ensuite les enquêtes sur les parcelles et les jugements d'expropriation ont lieu sur l'ensemble du tracé, puis l'ajudication des premiers chantiers : terrassements et ouvrages d'arts est organisée le 8 août 1881.
L'Administration des chemins de fer de l'État ouvre une « exploitation restreinte », autorisée le 17 février 1889 par le ministre des travaux publics, sur les 30,5 km de cette ligne de « chemin de fer de Tonnay-Charente à Marennes et au Chapus ». Elle dessert la « halte de Cabariot », la « station de Saint-Hippolyte », la « halte de Fontchaude », la « station de Saint-Just », la « station de Marennes », la « halte de Bourcefranc », et la gare terminus du Chapus,.

#### Exploitation par l'État
L'ouverture officielle de l'exploitation, autorisée par le ministre des travaux publics, a lieu, quatre mois après l'ouverture à une exploitation restreinte, le lundi 1er juillet 1889. Elle dessert la « halte de Cabariot », la « station de Saint-Hippolyte-la-Vallée », la « halte de Fontchaude », la « station de Saint-Agnant-les-Marais », la « station de Saint-just-Luzac », la « station de Marennes », la « halte de Bourcefranc », et la gare terminus du Chapus,.
L'exploitation débute avec un train mixte en provenance de Rochefort et trois trains omnibus en formation et au départ de la gare de bifurcation de Cabariot. Cette desserte est renforcée au plus fort de la saison estivale par des voitures directes effectuant le trajet de nuit avec un départ en gare de Paris-Montparnasse.
Le 1er janvier 1899 mise en service d'un nouveau point d'arrêt dénommé « Bellevue » à Hiers-Brouage. Il est situé entre les stations de Saint-Agnant-les-Marais et Saint-Just-Luzac. Il n'est ouvert qu'au « service des voyageurs sans bagages et pour le transport des chiens accompagnés, en destination ou en provenance des gares stations et haltes de la ligne de Rochefort au Chapus ».

#### Exploitation par la SNCF
Le service voyageurs est totalement à l'arrêt pendant toute la Seconde Guerre mondiale.

#### Reprise de la desserte après guerre
Des trains au départ de la gare d'Austerlitz à Paris, sont organisés et partagés en deux destinations finales, avec l'indication de leurs terminus  apposés sur les glaces des portes d'accès des différentes voitures.
Les dernières destinations sont acheminées par décrochages de la rame principale en gare de La Rochelle.
Les voitures sont ensuite prises en remorques par de petites motrices diesel du dépôt de "La Rochelle-Bongraine" pour effectuer la dernière partie du trajet.
1. Châtelaillon-Plage - Fouras - terminus, par la bifurcation de Saint-Laurent-de-la-Prée.
2. Tonnay-Charente - Cabariot - Bourcefranc-le-Chapus - terminus, par la bifurcation de "La Vinçonnerie" à Cabariot.

Ces dessertes voyageurs cesseront définitivement le 26 septembre 1971 au dernier jour des horaires d'été.

## Caractéristiques

### Tracé
La totalité de la ligne se situe dans le département de la Charente-Maritime. La ligne a son origine en gare de Cabariot, où elle est reliée à la ligne de Nantes-Orléans à Saintes par une bifurcation, pour ensuite rejoindre son terminus en gare du Chapus.

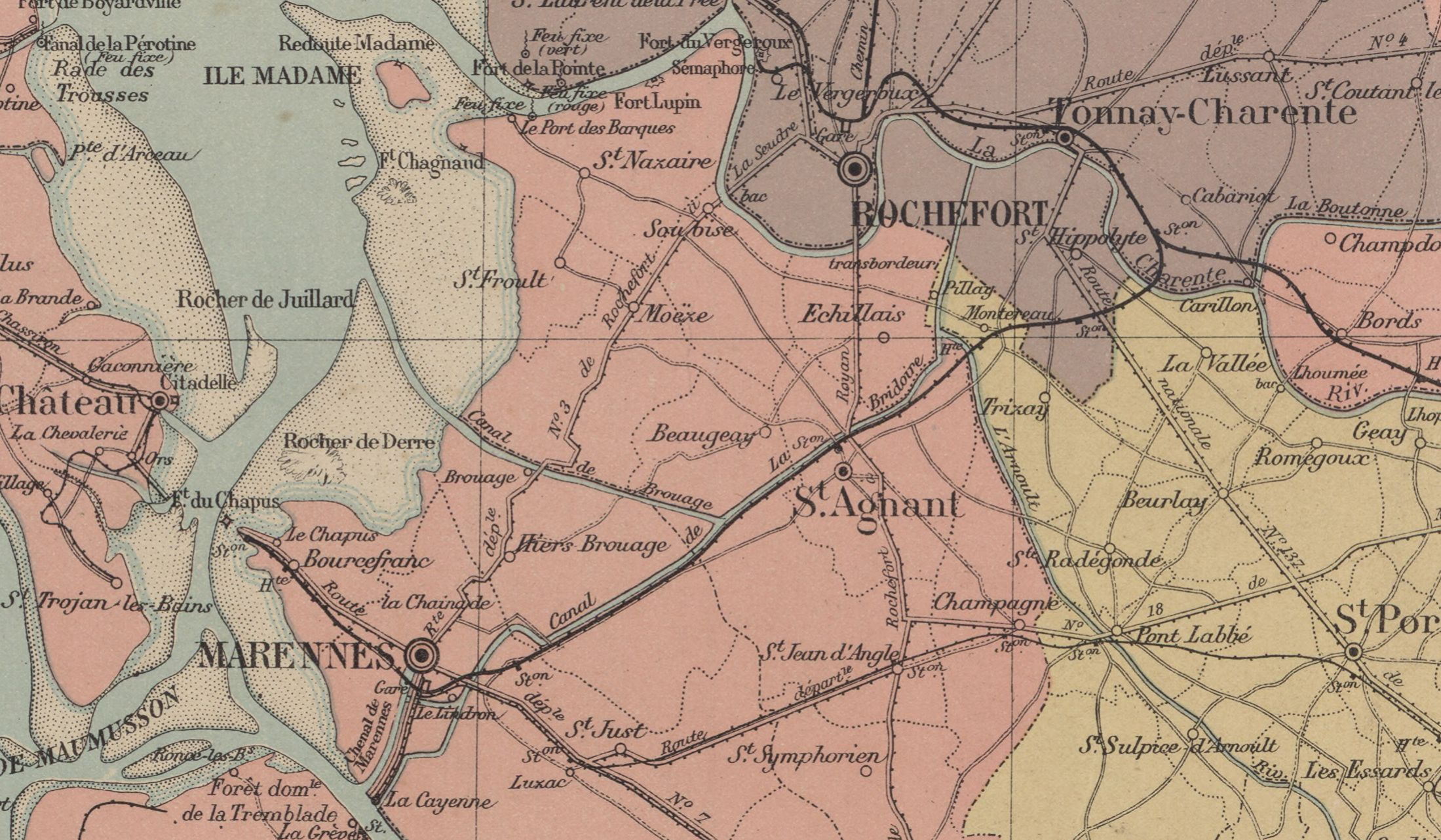
Plan du tracé de la ligne en 1910.

La ligne débute en avant de la gare de Cabariot, dont le bâtiment voyageurs est établi perpendiculairement aux voies des deux lignes à l'intérieur du Y de la bifurcation. La voie se débranche de la ligne de Nantes-Orléans à Saintes, puis s'en éloigne par une courbe vers la droite et monte progressivement sur un remblai qui l'oriente dans la direction du Sud-Ouest. Elle arrive en perpendiculaire à la Charente pour la traverser sur le pont tournant de la Cèpe suivant toujours ce même axe, elle croise, en passages à niveau, la D128, puis la D137 à un peu plus d'1 kilomètre au Sud-Est du bourg de Saint-Hippolyte avant d'arriver à la gare de Saint-Hippolyte-la-Vallée. Elle en repart avec une légère courbe sur la droite puis deux petites courbes sur la gauche pour s'orienter sur un axe Sud-Ouest, passe sous la D123 avant de rejoindre la halte de Trizay-Monthérault, située à environ 500 mètres au Sud-Est du centre du village de Montherault et 2 kilomètres au Nord-Ouest du bourg de Trizay.
Elle en repart en suivant un axe rectiligne en direction du Sud-Est, franchit par un pont le canal de Pont l'Abbé, passe sous la rue du Moulin de l'Angle avant de rejoindre en parallèle le Canal de la Charente à la Seudre dont elle suit le tracé rectiligne. Après avoir laissé sur la gauche l'embranchement particulier de l'usine Didon, elle poursuit jusqu'au Mezaud, village de la commune de Saint-Agnant, où elle entame une légère courbe à droite avant de poursuivre en ligne droite, passer sous l'Avenue du Canal de la Bridoire avant d'arriver en gare de Saint-Agnant-les-Marais.
En repartant de la gare le tracé, rectiligne, suit l'endiguement du canal pour traverser les marais de Brouage. Au lieu-dit "la Torse", le canal s'éloigne par une courbe sur la droite, la voie traverse sur un pont un émissaire du canal principal, dit canal de Mérignac, puis elle quitte les marais en arrivant à la gare de Saint-Just-Luzac. C'est en direction de l'Ouest qu'elle rejoint la gare de Marennes au Km 23,650, qui est également une gare d'échange avec la ligne, à voie métrique, de Saintes des Chemins de fer économiques des Charentes, ensuite l'Arrêt "les Bois de Pins" au Km 25.700, Bourcefranc au Km 28.320 et enfin le terminus Gare du Chapus au Km 30.478...

## Patrimoine ferroviaire

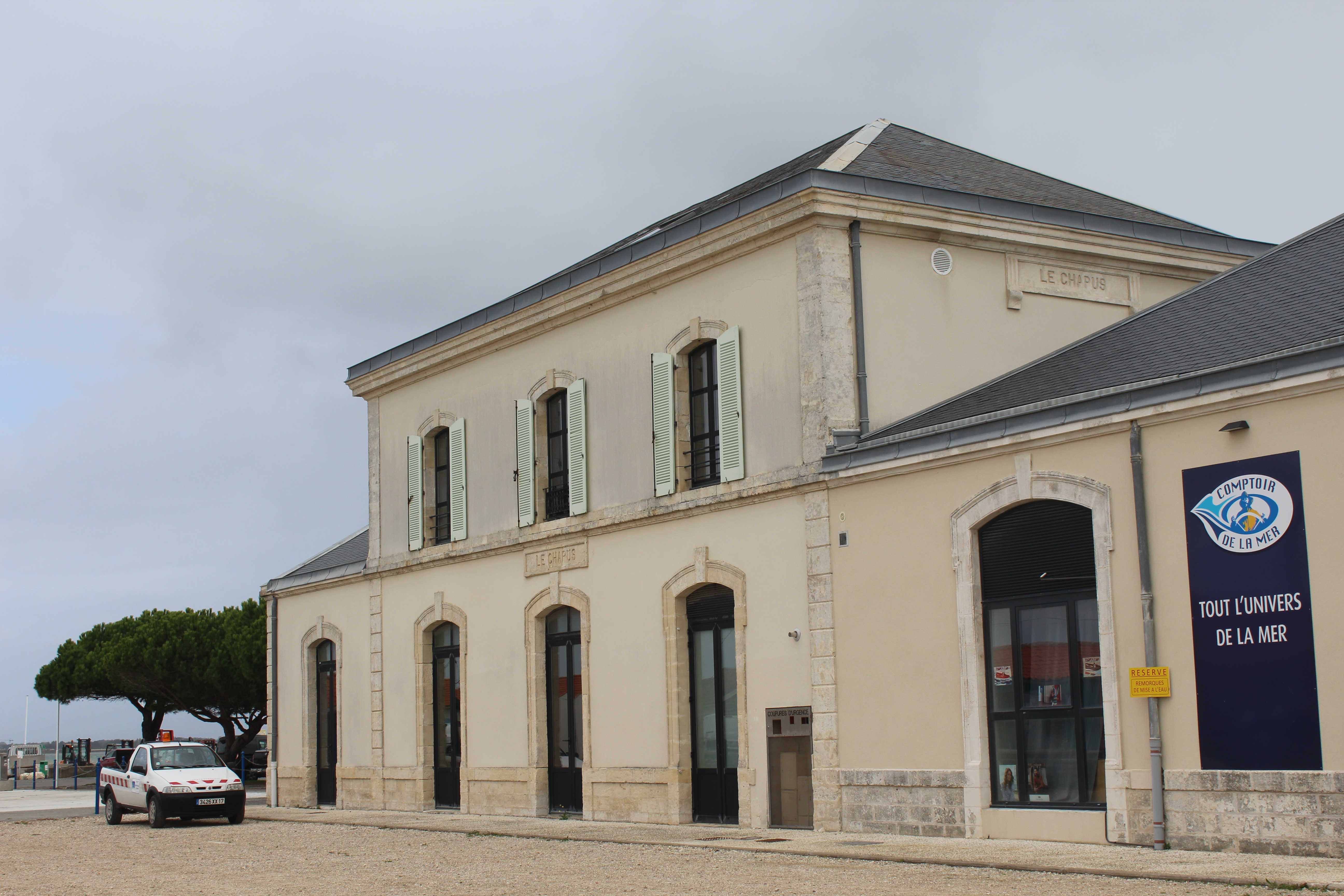
Etat actuel de l'ancienne gare terminus du Chapus devenue un magasin "Comptoir de la Mer"